# Rhein-Kreis Neuss
Rhein-Kreis Neuss (grafie alternativă, mai veche, Neuß) este un district rural (în germană: Kreis/Landkreis) în landul Renania de Nord-Westfalia, Germania.

## Orașe și comune
| Orașe 1. Dormagen (62.498 loc.) 2. Grevenbroich (61.891 loc.) 3. Kaarst (42.165 loc.) 4. Korschenbroich (32.305 loc.) 5. Meerbusch (54.389 loc.) 6. Neuss (152.252 loc.) Comune 1. Jüchen (22.556 loc.) 2. Rommerskirchen (12.546 loc.) |